# Partido di Luján
Il partido di Luján è un dipartimento (partido) dell'Argentina facente parte della provincia di Buenos Aires. Il capoluogo è Luján.

## Località
- Cortínez
- Jáuregui
- Luján
- Olivera
- Open Door
- Carlos Keen
- Pueblo Nuevo
- Torres